# Saint-Germain (métro de Rennes)
Pour les articles homonymes, voir Saint-Germain.
Saint-Germain est une station de la ligne B du métro de Rennes, située dans le centre-ville de Rennes dans le département français d'Ille-et-Vilaine en région Bretagne.
Mise en service en 2022, elle est conçue par les cabinets d'architectes Atelier Zündel Cristea et Architram.
C'est une station, équipée d'ascenseurs, qui est accessible aux personnes à mobilité réduite.

## Situation sur le réseau
Établie en souterrain (tunnel profond) sous la place Saint-Germain, la station Saint-Germain est située sur la ligne B, entre les stations Gares (en direction de Gaîté) et Sainte-Anne (en direction de Viasilva) tout en étant très proche géographiquement de la station République de la ligne A.

## Histoire
La station Saint-Germain est mise en service le 20 septembre 2022, lors de l'ouverture à l'exploitation de la ligne B. Son nom a pour origine la place et l'église Saint-Germain, qu'elle dessert. Elle est réalisée par les architectes de l'atelier Zündel Cristea avec Architram (Suisse) qui ont dessiné une station, dont les quais sont situés à 19,5 mètres sous la surface, et sur trois niveaux : une salle des billets au niveau -1, une mezzanine intermédiaire au niveau -2 et les quais au niveau -3.
L'architecture de la station est caractérisée par une enveloppe composée de plaques d'aluminium micro perforé de forme triangulaire à travers lesquelles passent l'éclairage. L'existence de cette station à seulement 200 m de République sur la ligne A réside de la volonté de faire desservir les principaux points d'intérêts du centre-ville par les deux lignes afin d'éviter de saturer le tronçon central de la ligne A dont les marges d'augmentation de capacité sont très limitées en raison de l'impossibilité de rallonger les stations sans engager de coûteux et lourds travaux.

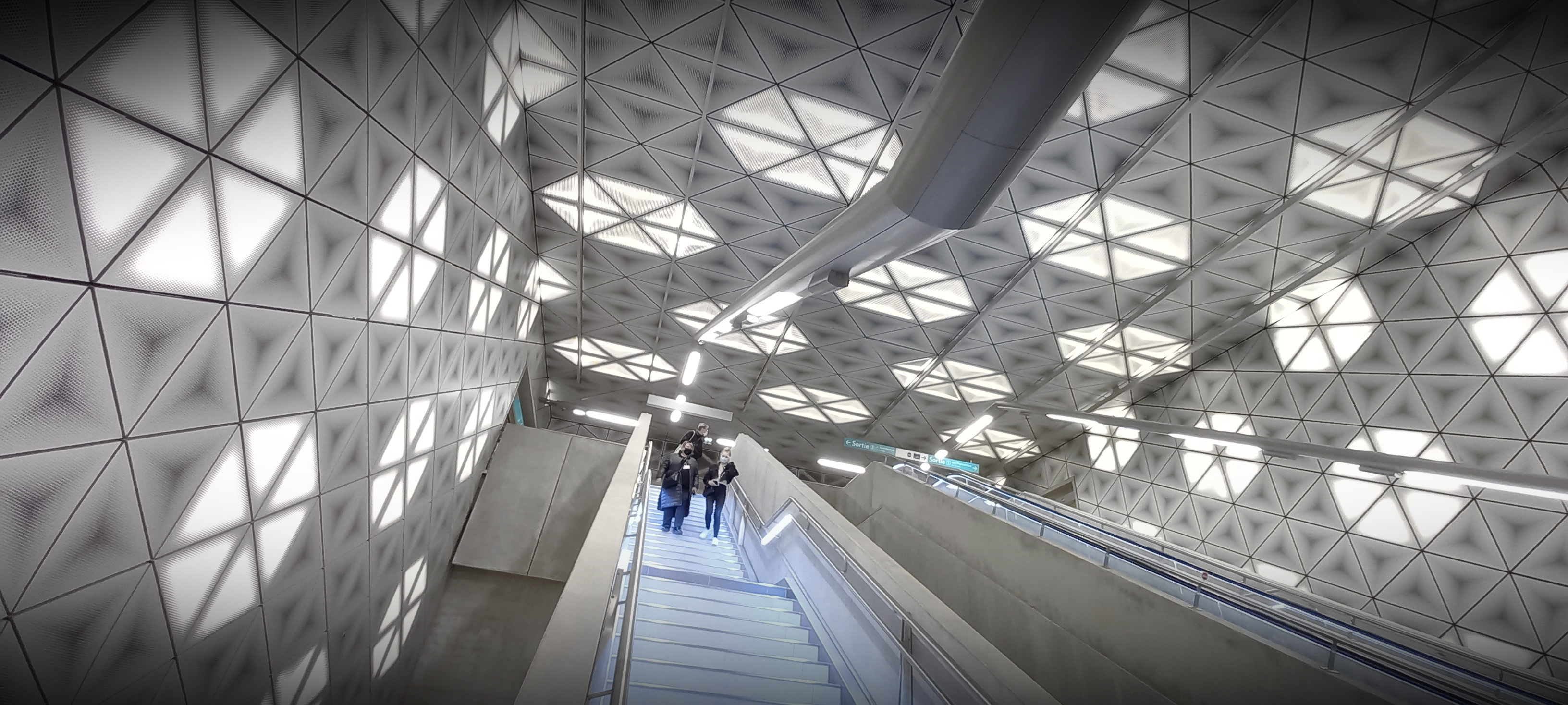
Vue de l'intérieur de la station de métro « Saint-Germain » le 26 février 2022.

La construction de la station a commencé le 9 janvier 2014. Elle a nécessité fin 2013 la démolition de bâtiments de l’îlot du « Chat qui pêche », placés entre la place et le quai et comprenant le bar éponyme, institution du quartier. En septembre 2015, la place est en partie libérée et les travaux se poursuivent en souterrain. Cette méthode est plus coûteuse mais permet aux commerces de reprendre possession de la place avant la fin des travaux, en 2019. Elle permettra la reconversion de la place, le parking laissant place à une place piétonne, et un nouvel immeuble de dix logements sociaux alimentés en chaleur par géothermie en récupérant celle du métro prendra la place de l'îlot précédemment détruit,, qui accueillerait à nouveau au rez-de-chaussée un bar « Le Chat qui Pêche », la ville ayant imposé l'utilisation de ce nom pour le nouveau troquet. Finalement, un restaurant ouvrira ses portes au second semestre 2025.
Elle a été la cinquième station atteinte par le tunnelier « Elaine » le 19 juillet 2016, en venant de la station Gares. Après une immobilisation de deux à trois semaines il quittera Saint-Germain en direction de la station Sainte-Anne.
Le gros œuvre se poursuit jusqu'à l'été 2017, suivi par le second œuvre qui s'achève à l'été 2020 ; la signalétique est posée et les finitions sont effectuées jusqu'à l'été 2021,.

Construction de la station
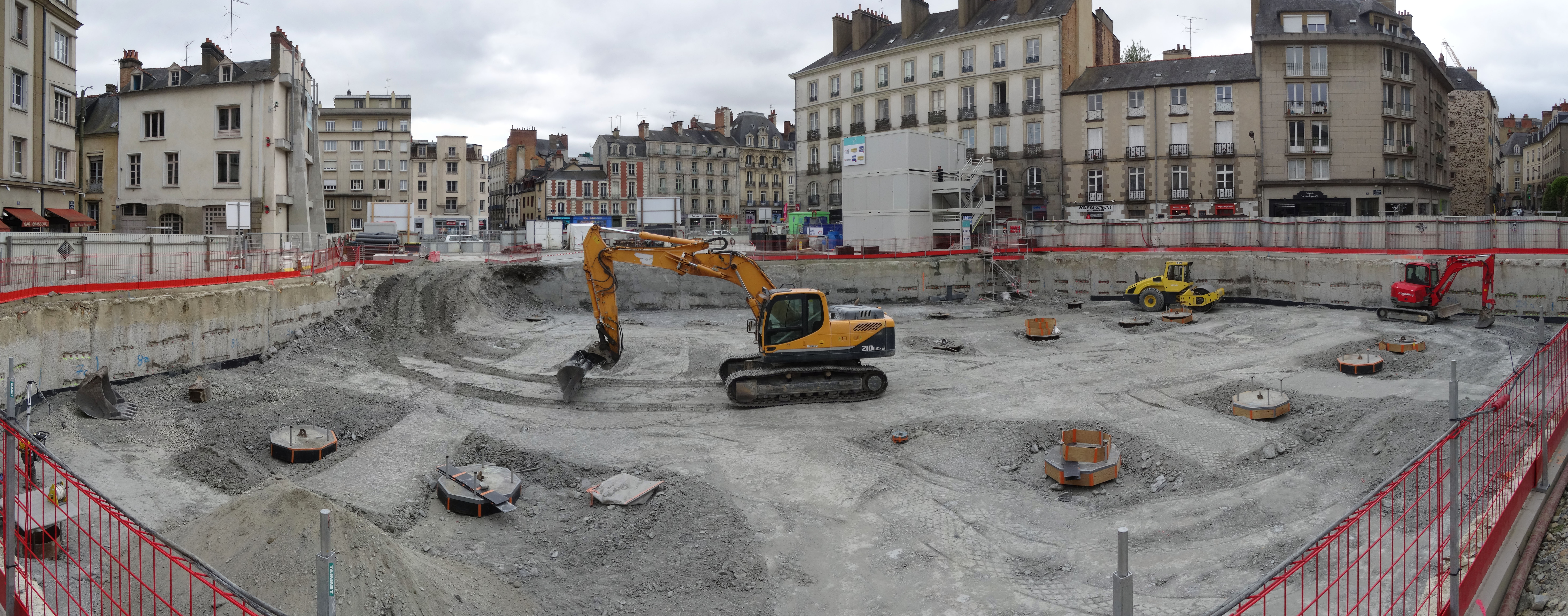
Station Saint-Germain en travaux en mai 2015.
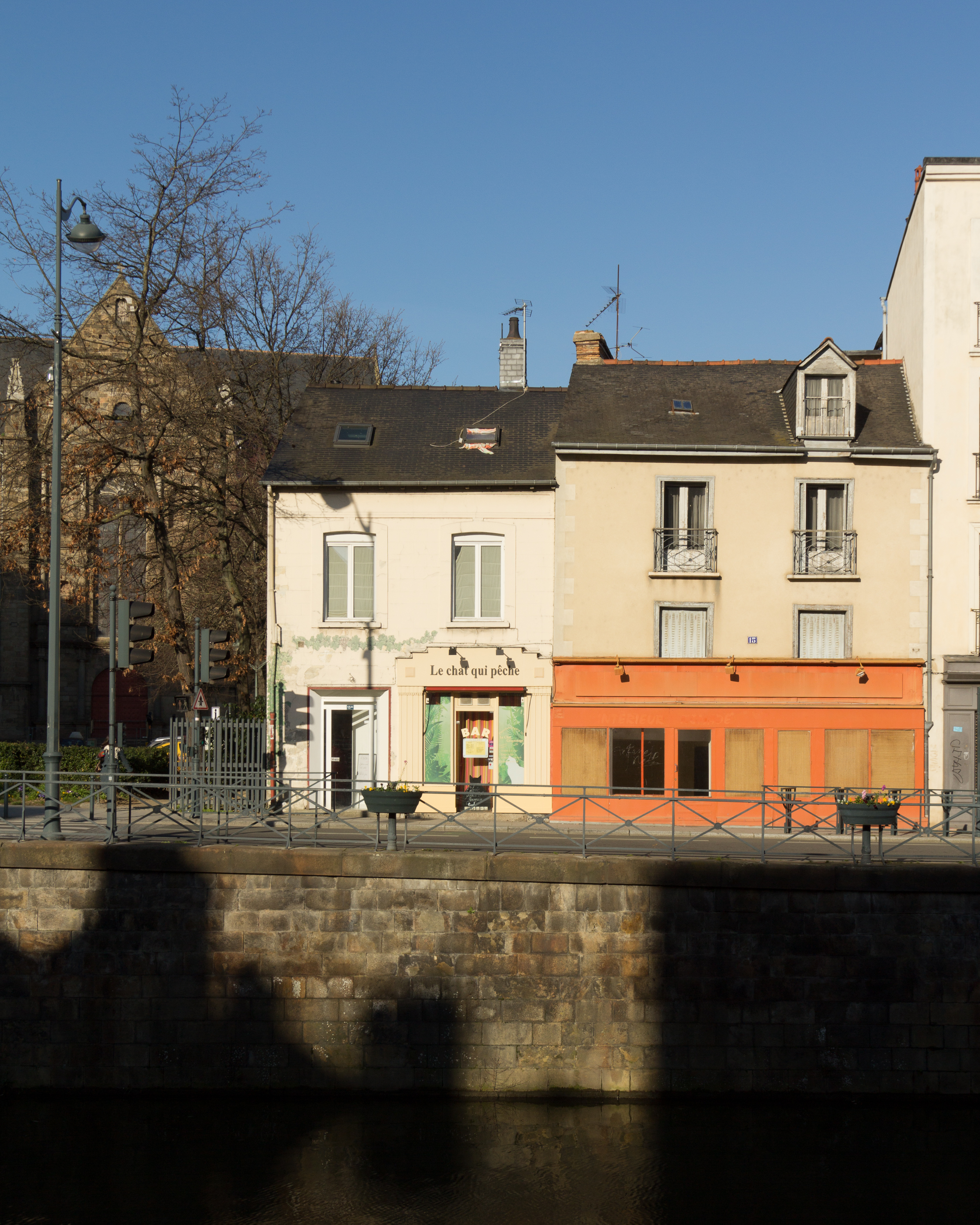
Immeubles du « chat qui pêche » détruits pour permettre la construction de la station et remplacés par l'immeuble « Le Persan ».
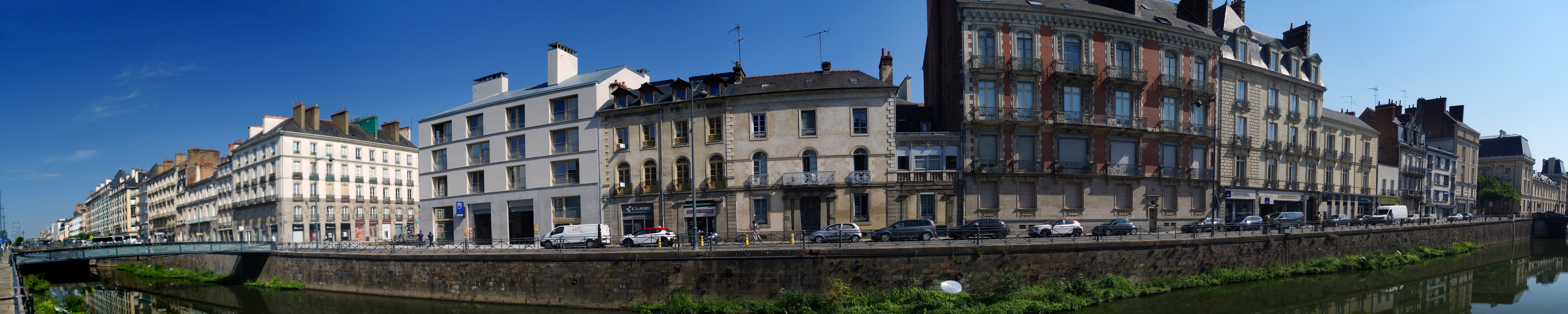
Le quai Châteaubriand en 2021 avec à gauche, l'accès à la station au rez-de-chaussée de l'immeuble « Le Persan ».

## Service des voyageurs

### Accès et accueil
La station dispose de deux accès :
- Accès no 1 « quai Chateaubriand » : Côté sud, au rez-de-chaussée de l'immeuble « Le Persan » le long du quai Chateaubriand, composé d'un escalier mécanique ;
- Accès no 2 « place Saint-Germain » : Côté nord, sur la place et face à l'église, composé d'un escalier donnant accès à la salle des billets et d'un ascenseur.

La station est équipée de distributeurs automatiques de titres de transport et de portillons d'accès couplés à la validation d'un titre de transport, afin de limiter la fraude. La décision a été confirmée lors du conseil du 30 avril 2015 de Rennes Métropole.

Les accès et les environs la station
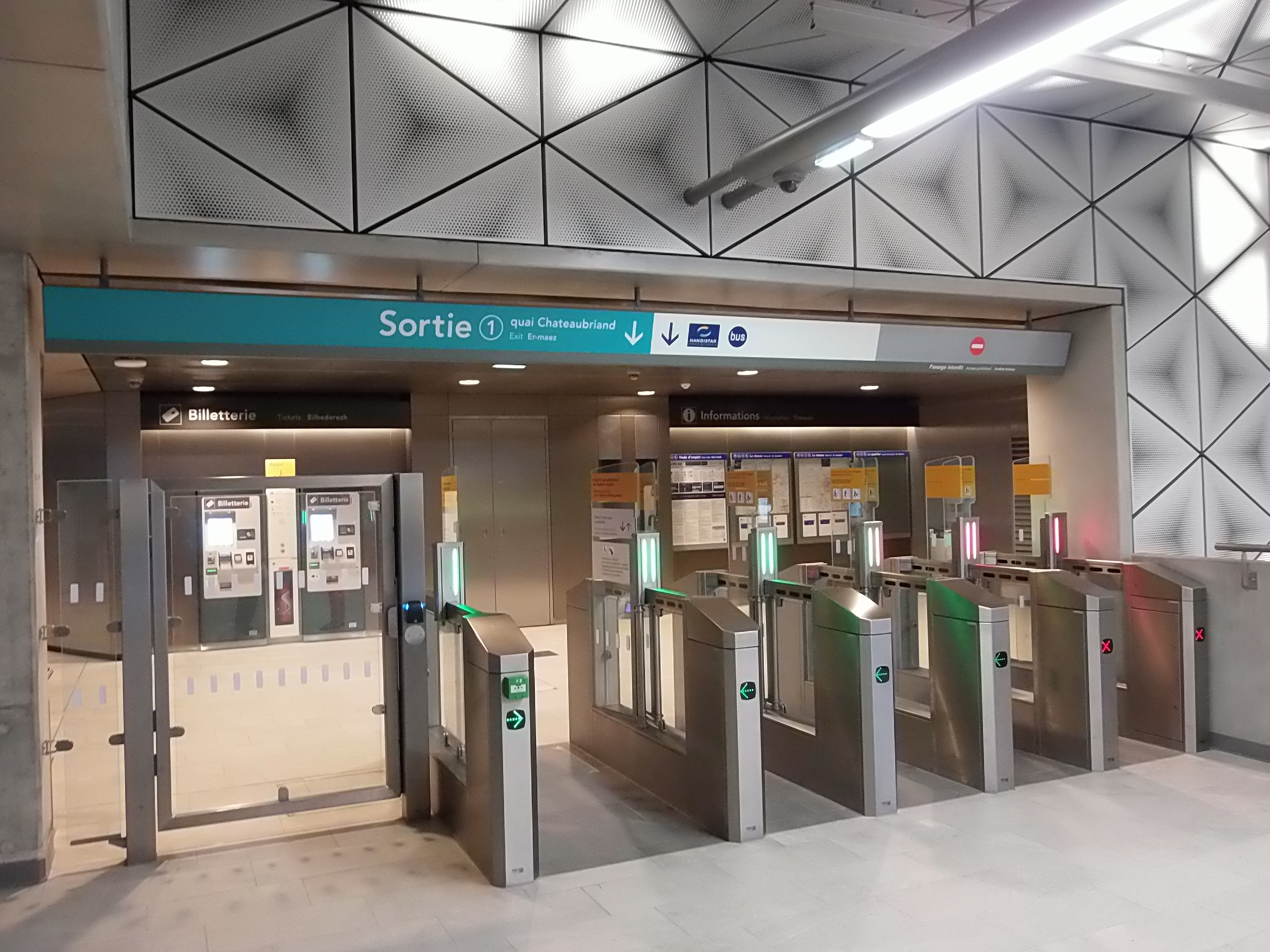
Panneau signalétique de la sortie no 1.
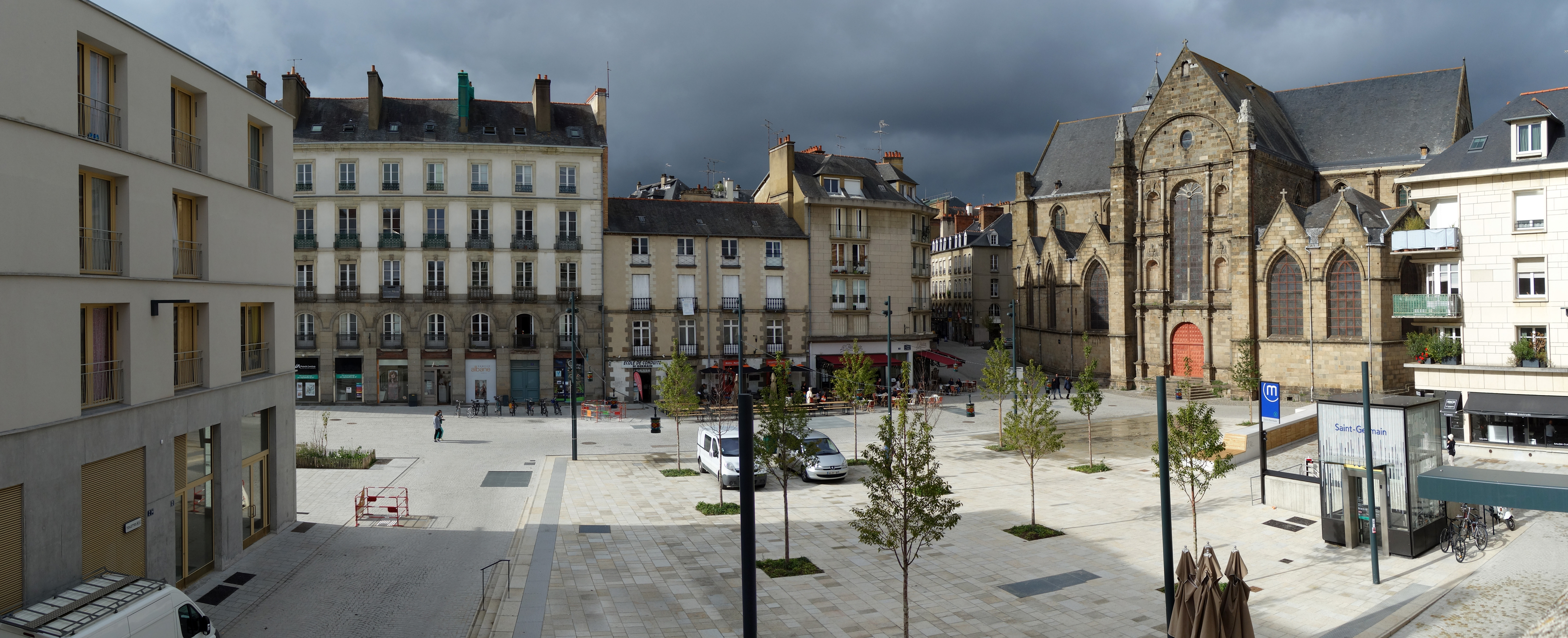
L'accès nord, située sur la place, à droite de la photo.
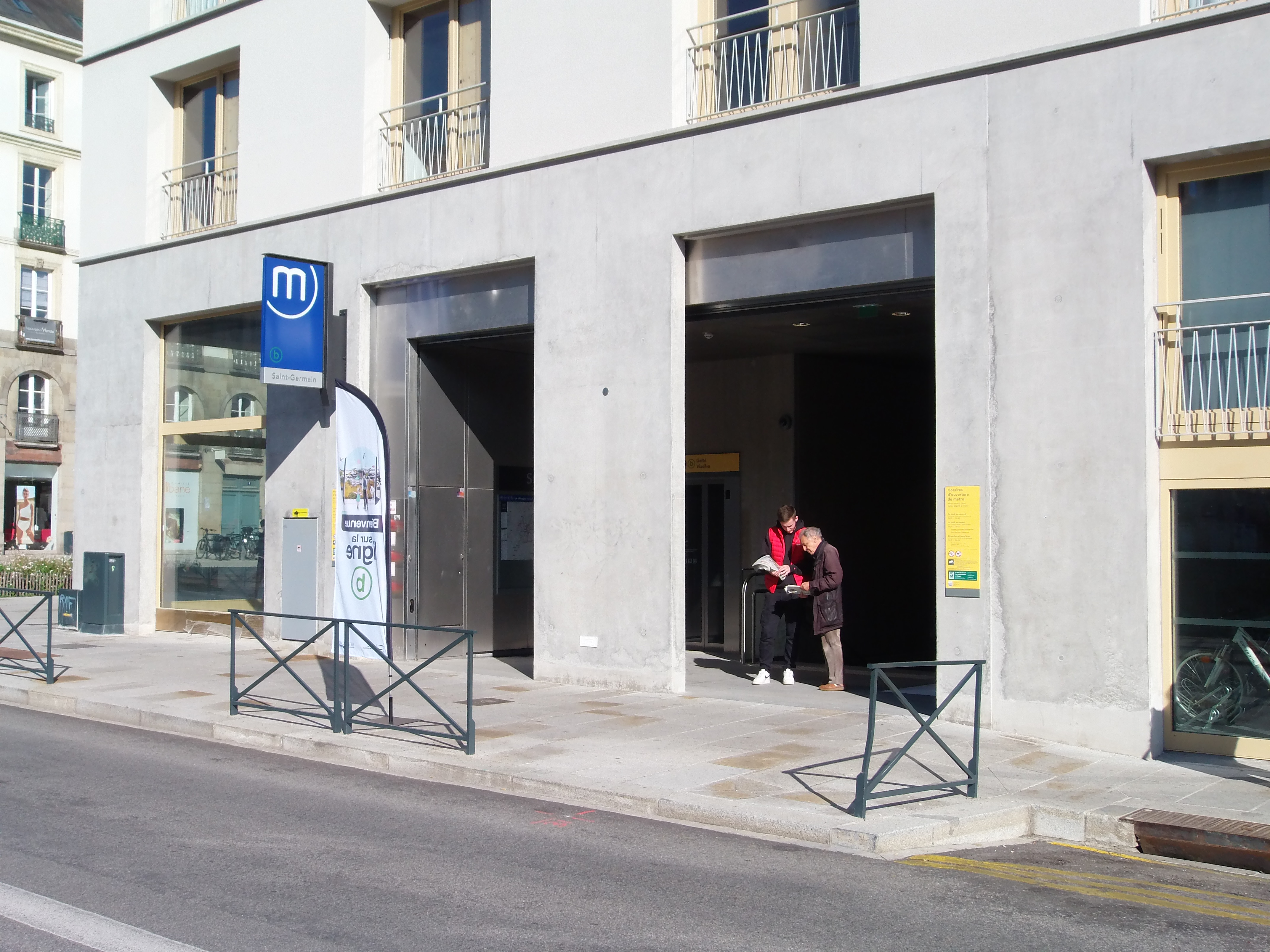
L'accès sud, intégré au nouvel immeuble remplaçant l'îlot du « Chat qui Pêche ».

### Desserte
Saint-Germain est desservie par les rames qui circulent quotidiennement sur la ligne B, avec une première desserte à 5 h 19 (7 h 24 les dimanches et fêtes) et la dernière desserte à 0 h 34 (1 h plus tard les nuits des jeudis aux vendredis, vendredis aux samedis et des samedis aux dimanches).

### Intermodalité
La station est située à 200 mètres à l'est de la station République de la ligne A.
Elle est desservie à distance aux arrêts Place Pasteur et Musée Beaux-Arts situés à quelques centaines de mètres, par les lignes de bus C2, C3, C4, C5, C6, 12, 67, 167ex et la nuit par les lignes N4 et N5. L'arrêt Place Pasteur est aussi celui desservi par le Bus relais métro, la navette mise en place en cas d'arrêt prolongé de la ligne.

## Projets
D'ici 2030, la station sera desservie à distance par les lignes T1 et T2 du futur « trambus » de Rennes, la ligne T3 devait initialement la desservir mais la correspondance n'est plus indiquée sur le projet soumis à concertation en 2025,.

## Archéologie
En juin 2009, les restes d'une porte des remparts de Rennes qui entouraient anciennement la ville ont été découverts. L'emplacement de la future station devait s'adapter à ces découvertes. Un second diagnostic a été effectué en 2011.
Lors de nouvelles fouilles entre l'été 2014 et début 2015, de nombreuses découvertes archéologiques ont été effectués et ont permis de mettre au jour de nombreux objets de différentes périodes et notamment de reconstituer le passé médiéval de Rennes : du XIIIe au XVe siècle, dans un état de conservation remarquable, tels les vestiges du pont donnant sur la porte Saint-Germain, la place actuelle étant alors occupée par un méandre de la Vilaine, les traces de l'activité de tanneurs et une nécropole estimée d'avant l'an mil, ; de façon plus inhabituelle avec des objets provenant des maisons détruites dans la nuit du 8 au 9 juin 1944 lors du bombardement qui détruira de nombreuses maisons du quartier, l'actuelle place était bien plus petite jusqu'à cette époque, ont été découverts au mois de septembre. Fin octobre 2014, c'est une bombe anglaise de 250 kilos qui a été découverte et désamorcée fin novembre,. Une autre bombe avait été découverte à proximité en avril 2013, et désamorcée quatre jours après.

## À proximité
La station dessert notamment :
- la place Saint-Germain ;
- l'église Saint-Germain ;
- le palais Saint-Georges ;
- la piscine Saint-Georges ;
- l'hôtel de ville ;
- l'opéra ;
- la place de la Mairie ;
- le palais du Parlement de Bretagne ;
- le musée des Beaux-Arts ;
- l'église Toussaints ;
- le lycée Émile-Zola.